# 苏锦街道
苏锦街道是中华人民共和国江苏省苏州市姑苏区下辖的一个街道办事处。
2017年3月24日，苏州市人民政府批复同意撤销苏锦街道、城北街道，以原两街道管理区域合并设立新的姑苏区苏锦街道。新设立的苏锦街道，管理12个社区居民委员会，区域面积约10.28平方公里，户籍人口44359人，街道办事处办公地点设在平泷路1228号。

## 行政区划
苏锦街道下辖以下村级行政区划单位：
火车站社区、光华社区、苏锦一社区、新天地家园北社区、幸福社区、花锦社区、金光社区、金星社区、大观名园社区、新塘社区、苏锦二社区和新天地家园南社区。